# Тобольский округ (Омская область)
Тобо́льский о́круг — административно-территориальная единица Омской области в 1935—1944 годах. Административный центр — город Тобольск.

## История
В 1935 году округ был образован в составе Омской области — для удобства управления удалёнными северными районами. Первоначально включал следующие районы: Вагайский, Дубровинский, Тобольский и Уватский. 4 июля 1937 года был образован Байкаловский район, в который вошли часть сельсоветов Ярковского района.
По переписи 1939 года в округе проживало 184,8 тыс. чел. В том числе русские — 78,5 %; татары — 18,6 %.
14 августа 1944 году округ был упразднён, а его районы вошли в состав образованной Тюменской области.